# Bomberman Jetters (videojuego)
Bomberman Jetters (ボンバーマンジェッターズ Bonbāman Jettāzu?) es un videojuego de acción publicado para Nintendo GameCube y PlayStation 2 en 2002. El juego se basa en el anime Bomberman Jetters. Fue el segundo título de Bomberman para GameCube publicado por Majesco Games. Apareció en Japón en 2002 y en Estados Unidos en 2004. La versión de PS2 no utiliza gráficos cell-shaded, mientras que en la versión de GameCube sigue utilizando cell-shading, al igual que la anterior entrega de la saga, Bomberman Generation.
El tema de apertura para el juego utiliza imágenes de la apertura japonesa para la serie de anime Jetters, pero el tema japonés "Boku wa Gakeppuchi" fue sustituido en América por una apertura de música rock.

## Historia
Mujoe y los bandidos Hige Hige, Bomberman detiene repetidamente sus planes de conquista galáctica, promulgar un plan para acabar con él y los suyos para siempre, Dark Star, cometa artificial de Mujoe, se utilizaría y se lanzó directamente en el mundo de la casa de Bomberman , Bomber Planet. La colisión resultante sería destruir completamente el planeta y todos los que estaban todavía en él. Dark Star llegará al planeta en menos de 24 horas, por lo que Bomberman y Max son enviados para desactivar los enormes motores que impulsan el cometa a través del espacio, la desactivación de esta manera su plan de vuelo y de nuevo frustrar el Hige Hige Bandits.

## Modos
Modo Normal: 
El juego en sí es diferente en cierta medida, en comparación con su predecesor, Bomberman Generation. En vez de jugar tan solo Bomberman, los jugadores pueden cambiar entre él y su compañero Max, cuya adición al juego es el uso de la bomba de plasma Hyper destruir ciertas paredes y destruir todos los enemigos en pantalla, que también es útil para algunos jefes. No puede utilizar Charaboms [clarifique], como Bomberman puede. No se puede recoger un mundo que partir de que en la generación, deben ser reproducidos en orden.
El uso de Charabom es diferente de la de Bomberman Generation. En lugar de batallas al estilo Pokémon para adquirirlos, están bien escondidos en ciertos niveles o secuestrados por los bandidos Hige Hige u otros enemigos. Algunos tienen efectos diferentes en el primer partido, y esos efectos son el aumento más fuerte es la Charabom vuelve. Algunos charaboms están obligados a avanzar a través de un escenario o recoger objetos ocultos. También hay cerca de 16, en comparación con el 18 vistos en Generación (incluyendo Charaboms híbridos). Sin embargo, a diferencia de generaciones, Charaboms pueden evolucionar, al igual que un Pokémon hace. Cuando un Charabom evoluciona, cambia su apariencia, a veces drásticamente, y su capacidad puede ser más fuerte.
Bombas atributo son otra vez en uso, a pesar de que tienen diferentes efectos mucho y sólo se pueden poner abajo uno a la vez.
Modo de Batalla: 
Modo de batalla también se ha mejorado de generación. En lugar de tener sólo los cuatro atacantes estándar, una variedad de caracteres se puede usar y algunos se puede desbloquear, tales como fuerte y Mujoe. Las desventajas en el juego también son diferentes. En lugar de otorgar corazones solo, el jugador puede dar elementos de defecto.
Los personajes también tienen una capacidad super-tipo movimiento llamado el "tiro de Killer", que les permita obtener la ventaja sobre los rivales atacándolos o ganar habilidades especiales durante el partido. El bar hiper debe ser completa a fin de utilizar un tiro hiper, y sólo puede ser llenado por la imposición bombas constantemente.
Además, a diferencia de los juegos anteriores de la serie, Bomberman Jetters deportes distintos modos y etapas.
Los modos de juego son las siguientes:
- Batalla estándar: Área de batalla básico en el que la serie es conocida.

- Batalla uno-dos: Los jugadores deben presionar los interruptores numerados en el orden en que destellan para ganar el juego, dando un paso en una serie ya activado llevará de vuelta a los números que el jugador está en la actualidad. Sólo un jugador puede hacer el proceso a la vez, lo que significa que los otros jugadores tendrán que neutralizarlo / ella primero antes de tratar de presionar a los interruptores.

- Batalla de Globos: Los jugadores deben recoger enemigos globos y soltarlos en cualquiera de los cuatro orificios abiertos. Los jugadores pueden volar colección de un oponente hacia arriba, disminuyendo sus posibilidades de ganar. También los globos más que recoger, el peso de la cantidad le hará perder tiempo.

- Batalla de Ronda eliminatoria: Los jugadores han alimentado totalmente bombas, tiros, puñetazos y patadas. El campo tiene bloques destructibles y explosiones pueden ir a través de obstáculos. El objetivo es utilizar las explosiones de bombas para golpear a los otros jugadores de la arena.

Después de cada juego, los jugadores van a "Dig Em Bomber" (Si la opción de mini-juego está encendido). El ganador(s) debe excavar en busca de sus propios artículos, mientras que los otros cavan artículos y echar fuera de la pantalla. Si se juega en 4P vs, el personaje del ganador se volvió de oro.
Bomber Mansion: 
Los jugadores también tienen un estilo arcade mini-juego en el que pueden acceder al morir, al menos, una vez en el modo normal. Al igual que en el modo arcade en Saturn Bomberman, el juego tiene una duración de cinco etapas y los jugadores pueden tener diferentes rangos en función de lo bien que hacen.

## Recepción
Bomberman Jetters ha sido universalmente criticado por su voz de acción, las personalidades de los personajes están alterados comparación con el Anime TV Series Version, y el juego es no mejorada de Bomberman Generación. Inclusión de Max en el juego era considerado una mejora perdido y el sistema Charabom fue ligeramente criticado por ser una imitación de Pokémon y por ser necesario para obtener a través de algunas etapas. Sin embargo, al igual que con su predecesor, se ha ganado elogios por su multijugador como muchos han dicho que "siendo fiel a la fórmula".
En un episodio del Día del Juicio Final en el G4, Tommy Tallarico criticó el juego por su actuación de voz y la abundancia de muros invisibles.

## Curiosidades
- Aunque se basa en la serie de anime del mismo nombre, el "Jetters" juego está más en la línea de una secuela de Bomberman Generation de 2002, como resultado del juego similar, gráficos y caracteres (Bomberman y Max versus Mujoe y Hige Hige Bandits).
- Bomberman sólo se refiere como "Bomberman" una vez en el juego (durante la secuencia de apertura del anime), durante el resto del juego que se conoce como "White Bomber" y nunca se le llama "Shirobon".